# РС-80
РС-80 «Оскол» (Реактивний снаряд калібру 80 мм) — українська некерована реактивна ракета з кумулятивно-осколковою бойовою частиною.
Розроблена на основі базової конструкції С-8.

## Історія створення
Під час російсько-української війни ракети типу С-8 широко застосовувалися українською авіацією і вже з травня по серпень 2014 року виникла нестача з їхнім забезпеченням. На фоні нестачі ракет ДАХК «Артем» було спроєктовано реактивний снаряд РС-80 для серійного виробництва, що міг би використовуватися для літальних засобів (літаки, гелікоптери), наземних платформ та на десантно-штурмових катерах. Але успішні випробування ракети почалися лише в серпні 2018 року, тоді випустили близько 300 ракет по різноманітних цілях. І вже в лютому 2020 року РС-80 було прийнято на озброєння Збройних Сил України, а в жовтні виготовлено першу партію виробів на замовлення Міністерства оборони України.

## Опис
Збільшення ваги бойової частини дозволило збільшити бронепробивність до 400 мм при дальності пострілу 1,2 — 4 км. У конструкції передбачено встановлення різних детонаторів та бойових частин. РС-80 призначена для вражання броньованої й неброньованої техніки, літаків на стоянках та живої сили.

## Тактико-технічні характеристики
Можуть відрізнятися в залежності від модифікацій.
- Калібр: 80 мм
- Довжина: 1528—1542 мм
- Дальність пострілу: 1300-5000 м
- Максимальна швидкість: 625 м/с
- Маса вибухової речовини: 0,9 кг
- Температурний діапазон роботи: +/-60 °C
- Стартова маса: 12,5 кг
- Маса бойової частини: 4,6 кг.